# Squamosaperdopsis squamosa
Squamosaperdopsis squamosa är en skalbaggsart som först beskrevs av Francis Polkinghorne Pascoe 1864.  Squamosaperdopsis squamosa ingår i släktet Squamosaperdopsis och familjen långhorningar. Inga underarter finns listade i Catalogue of Life.